# A-22 (Spanje)
De A-22 of Autovía del Camino Catalán (Catalaans: Autovia del Camí Català  is de opwaardering tot snelweg van een gedeelte van de weg N-240 in Spanje, beheerd door de Spaanse overheid, tussen Lleida (Catalonië) en Huesca (Aragón).
De opwaardering betreft van de N240, behalve bepaalde stukken (zoals de toekomstige bypass van Monzón) waar een alternatief tracé gebruikt zal worden.
De steden die verbonden worden door de huidige N-240, en de toekomstige A-22, zijn onder andere Lleida, Almacelles, Binéfar, Monzón, Barbastro en Huesca.